# サバ科
サバ科（サバか、Scombridae）は、サバ目・サバ亜目の下位分類群の一つ。名前に冠されるサバの他にもサワラ、カツオ、マグロなどを含む。
構成種のほとんどが暖海を回遊する大型肉食魚で、沿岸各地で食用として漁獲されている。日本ではサバ、カツオ、マグロが食文化の根幹を成す重要な食用魚となっている。

## 特徴
成魚の大きさは全長数十cmほどのサバ類から、全長3m・体重400kgを超えるクロマグロまで種類によって異なる。
体は頭部と尾部がそれぞれ前後に細り、胴の中央が膨らむ、いわゆる「紡錘型」や「流線型」と呼ばれる体型である。鱗はガストロを除くほとんどの種類において退化的で、胸鰭や側線周辺など体の一部分だけしかないものもいる。尾鰭は大きな三日月形に発達するが、他の鰭はたいてい小さめで、高速遊泳時に鰭を畳むための溝が付随する。また、第二背鰭と尻鰭の後ろにはいくつかの小離鰭（しょうりき）が並び、尾鰭の付け根には小さな水平隆起線（尾柄キール）がある。
総じて高い遊泳能力を持ち、孵化直後から死ぬまで海底にほとんど下りず泳ぎ続ける。遊泳時は尾柄・尾鰭を激しく左右に振って強力な推進力を生み出し、胸鰭と水平隆起線が主翼と水平尾翼の役割をして浮力を保つ。例えばカツオの遊泳速度は通常時で25km/h、速い時には100km/hに達する。これは魚類でも屈指の速度だが、急な方向転換や旋回などの小回りは利かない。
サバ科魚類のほとんどは口と鰓蓋を開けたまま泳ぎ、自動的に鰓を通り抜ける海水で呼吸する。この呼吸法は魚類用語でラム換水（Ram ventilation）と呼ばれる。泳ぎが遅い時は他の大部分の魚と同様に口と鰓蓋をパクパクと動かす二重ポンプ換水（Double-pumping）に切り替えるが、この状態が長く続くと酸素欠乏・窒息に陥り死んでしまう。
血液は他の魚に比べて赤血球が多く、筋肉に多くの酸素を送り込めるよう適応している。また、マグロ類は筋肉内に奇網を持ち、海水よりも高い体温を保って運動能力の低下を抑える仕組みを発達させている。

### 生態
分類されている全種が海水魚である。熱帯・温帯域の、沿岸から外洋にかけての表層・中層に生息し、汽水域には稀に迷入する程度である。単独で行動するものもいるが、多くは群れを作って行動する。
食性は肉食性で、同じく海中を遊泳する魚類、甲殻類、頭足類などの小動物を捕食する。大型のマグロはサバやカツオも捕食する。また、小型のサバ類には動物プランクトンを濾過摂食するものもいる。
受精卵は分離浮性卵で、産卵後は親の保護もなく海中を漂いながら発生する。寿命は数年-十数年程度である。

## 分類
- ウロコマグロ亜科　Gasterochismatinae - 全身に大きな鱗があり、サバ科他種と一線を画す
  - ウロコマグロ属Gasterochisma
    - ウロコマグロ（ガストロ Butterfly kingfish） Gasterochisma melampus (Richardson, 1845) - 南半球の温帯水域
- サバ亜科 Scombrinae
  - サバ族 Scombrini
    - グルクマ属 Rastrelliger
      - 和名なし（Short mackerel）R. brachysoma (Bleeker, 1851)- 東南アジア〜メラネシア周辺
      - 和名なし（Island mackerel）R. faughni Matsui, 1967- インド〜メラネシア周辺
      - グルクマ（Indian mackerel）R. kanagurta (Cuvier, 1816)- 西太平洋・インド洋

    - サバ属 Scomber
      - ゴマサバ（Blue mackerel）S. australasicus (Cuvier, 1832)- 西太平洋・インド洋東部
      - タイセイヨウマサバ（Atlantic chub mackerel）S. colias Gmelin, 1789- 北大西洋
      - 和名なし（Indian chub mackerel）S. indicus E. M. Abdussamad, Sandhya Sukumaran & Arun K. O. Ratheesh, 2016- インド西岸
      - マサバ（Chub mackerel）S. japonicus Houttuyn, 1782- 西太平洋
      - タイセイヨウサバ（ノルウェーサバ Atlantic mackerel）S. scombrus Linnaeus, 1758- 北大西洋両岸

  - サワラ族 Scomberomorini
    - カマスサワラ属 Acanthocybium
      - カマスサワラ（Wahoo）A. solandri (Cuvier, 1832)- 三太洋の中緯度以内全域

    - ニジョウサバ属 Grammatorcynus
      - 和名なし（Shark mackerel）G. bicarinatus (Quoy & Gaimard, 1825)- オーストラリア北部
      - ニジョウサバ（Double-lined mackerel）G. bilineatus (Rüppell, 1836)- 紅海〜日本・メラネシア周辺

    - サワラ属 Scomberomorus
      - ミズタマサワラ（Serra Spanish mackerel） S. brasiliensis Collette, Russo & Zavala-Camin, 1978- 南大西洋両岸
      - オオサワラ（King mackerel） S. cavalla (Cuvier, 1829)- 北大西洋西岸に生息
      - ヨコシマサワラ（Narrow-barred Spanish mackerel） S. commerson (Lacépède, 1800)- インド洋〜日本・メラネシア周辺
      - 和名なし（Monterrey Spanish mackerel） S. concolor (Lockington, 1879)- カリフォルニア半島周辺
      - タイワンサワラ（Indo-Pacific king mackerel） S. guttatus (Bloch & Schneider, 1801)- 紅海〜日本周辺
      - ヒラサワラ（Korean seerfish） S. koreanus (Kishinouye, 1915)- インド西岸〜日本海周辺
      - 和名なし（Streaked seerfish） S. lineolatus (Cuvier, 1829)- インド西岸〜ジャワ島近海
      - 和名なし（Atlantic Spanish mackerel） S. maculatus (Couch, 1832)- メキシコ湾〜カナダ沖
      - 和名なし（Papuan seerfish） S. multiradiatus Munro, 1964- ニューギニア島沿岸
      - 和名なし（Australian spotted mackerel） S. munroi Collette & Russo, 1980- オーストラリア大陸沿岸
      - サワラ（Japanese Spanish mackerel） S. niphonius (Cuvier, 1832)- 海南島〜日本列島
      - 和名なし（Kanadi kingfish） S. plurilineatus Fourmanoir, 1966- アフリカ東岸〜マダガスカル島沿岸
      - 和名なし（Queensland school mackerel） S. queenslandicus Munro, 1943- オーストラリア大陸沿岸
      - 和名なし（Cero mackerel） S. regalis (Bloch, 1793)- 北アメリカ大陸東岸〜西インド諸島
      - 和名なし（Broadbarred king mackerel） S. semifasciatus (Macleay, 1883)- オーストラリア大陸北岸
      - 和名なし（Pacific sierra） S. sierra Jordan & Starks, 1895- カリフォルニア〜ペルー沿岸
      - ウシサワラ（Chinese seerfish） S. sinensis (Lacépède, 1800)- インドシナ半島〜日本沿岸
      - 和名なし（West African Spanish mackerel） S. tritor (Cuvier, 1832)- アフリカ大陸西岸

  - ハガツオ族 Sardini
    - Cybiosarda 属 
      - 和名なし（Leaping bonito） C. elegans (Whitley,1935)- オーストラリア大陸沿岸

    - イソマグロ属 Gymnosarda
      - イソマグロ（Dogtooth tuna） G. unicolor (Rüppell, 1836)- アフリカ東岸〜伊豆諸島・ポリネシア周辺

    - Orcynopsis属
      - 和名なし（plain bonito） O. unicolor (Geoffroy,1817)- ヨーロッパ沿岸

    - ハガツオ属 Sarda
      - 和名なし（Australian bonito） S. australis (Macleay,1881) - オーストラリア・ニュージーランド周辺
      - 和名なし（Pacific bonito） S. chiliensis (Cuvier, 1832) - 東太平洋
      - ハガツオ（Striped bonito） S. orientalis (Temminck et Schlegel, 1844) -インド洋・太平洋
      - タイセイヨウハガツオ（Atlantic bonito） S. sarda (Bloch, 1793) - 大西洋

  - マグロ族 Thunnini - 英語のTuna（ツナ）はここを指し、マグロだけに限定されない
    - Allothunnus 属 
      - ホソカツオ（アロツナス Slender tuna） A. fallai Serventy,1948 - 南半球の温帯域全域

    - ソウダガツオ属 Auxis
      - ヒラソウダ（Frigate tuna） A. thazard (Lacepède, 1800)- 全世界の熱帯・亜熱帯海域
      - マルソウダ（Bullet tuna） A. rochei (Risso,1810)- 全世界の熱帯・亜熱帯海域

    - スマ属 Euthynnus
      - スマ（Kawakawa） E. affinis (Cantor, 1849)- アフリカ東海岸〜ハワイ諸島・オーストラリア北岸
      - タイセイヨウヤイト（Little tunny） E. alletteratus (Rafinesque, 1810)- 黒海・地中海を含む大西洋熱帯〜温帯域
      - 和名なし（Black skipjack tuna） E. lineatus Kishinouye, 1920- 東太平洋の熱帯〜温帯域

    - カツオ属 Katsuwonus
      - カツオ（Skipjack tuna）Katsuwonus pelamis (Linnaeus, 1758)- 全世界の熱帯・温帯域

    - マグロ属 Thunnus - 8種（7種とも）
      - ビンナガ（Albacore tuna） T. alalunga (Bonnaterre, 1788)- 全世界の熱帯・亜熱帯海域
      - キハダ（Yellowfin tuna） T. albacares (Bonnaterre, 1788)- 全世界の熱帯・亜熱帯海域
      - タイセイヨウマグロ（Blackfin tuna） T. atlanticus (Lesson, 1831)- 大西洋西岸
      - メバチ（Bigeye tuna） T. obesus (Lowe[7], 1839) - 全世界の熱帯・亜熱帯海域
      - クロマグロ（Pacific bluefin tuna） T. orientalis (Temminck & Schlegel, 1844) - 太平洋の熱帯・温帯域（T. thynnusの亜種ともいわれる）
      - ミナミマグロ（Southern bluefin tuna） T. maccoyii (Castelnau, 1872) - 南半球の亜熱帯・温帯海域
      - タイセイヨウクロマグロ（Northern bluefin tuna） T. thynnus (Linnaeus, 1758) - 地中海・黒海を含む大西洋の熱帯・温帯域
      - コシナガ（Longtail tuna） T. tonggol (Bleeker, 1851)- インド太平洋の熱帯・亜熱帯海域

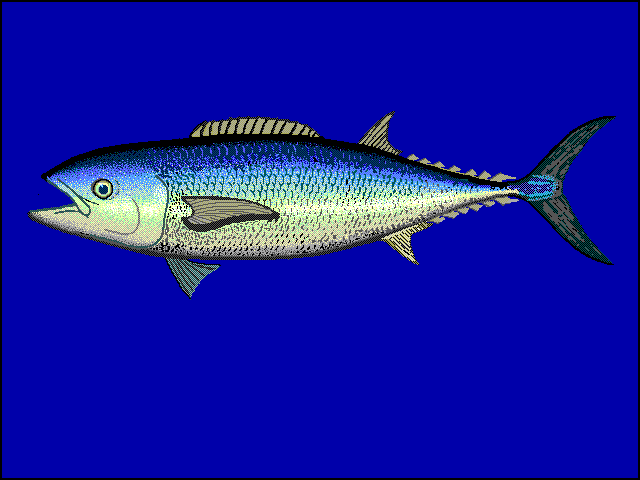
ガストロ
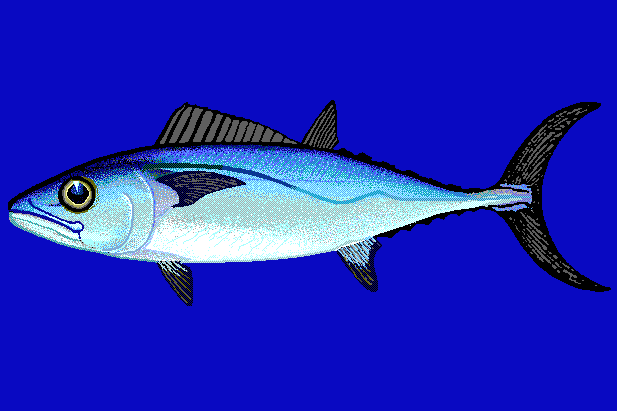
イソマグロ
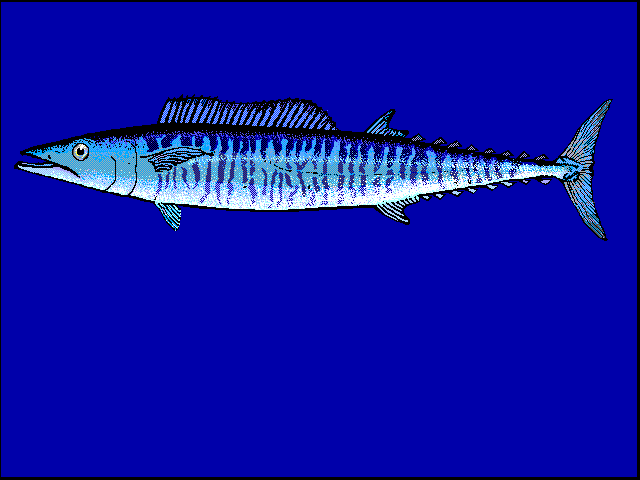
カマスサワラ
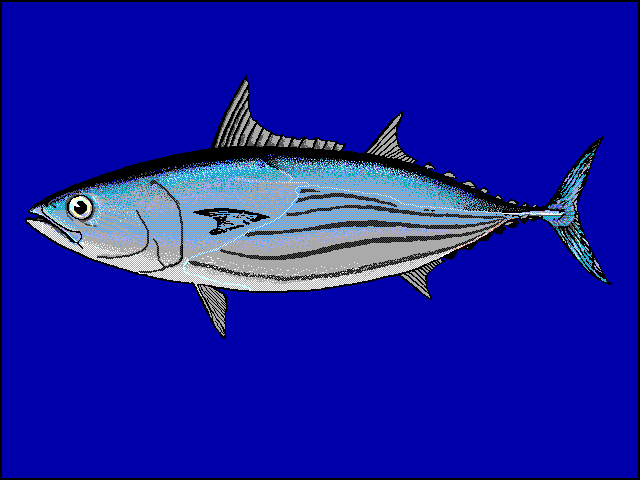
カツオ